# Macustepetla
Macustepetla är en ort i Mexiko.   Den ligger i kommunen Huejutla de Reyes och delstaten Hidalgo, i den sydöstra delen av landet, 200 km norr om huvudstaden Mexico City. Macustepetla ligger 266 meter över havet och antalet invånare är 797.
Terrängen runt Macustepetla är kuperad söderut, men norrut är den platt. Runt Macustepetla är det ganska tätbefolkat, med 248 invånare per kvadratkilometer. Närmaste större samhälle är Huejutla de Reyes, 6,6 km öster om Macustepetla. I omgivningarna runt Macustepetla växer i huvudsak städsegrön lövskog.